# Michel Nathoe
Michel Nathoe (1965) is een Surinaams sporter en bestuurder. Als worstelaar werd hij zevenmaal kampioen lichtgewicht van Suriname. Hij is mede-oprichter van de Surinaamse Worstelfederatie, voorzitter van de Meerzorg Sportbond en voormalig voorzitter van de Belangenorganisatie Veerboothouders Commewijne.

## Biografie
Nathoe is afkomstig uit Meerzorg, dat voor de bouw van de Jules Wijdenboschbrug alleen per veerboot bereikbaar was. Hij trad rond 1990 in het huwelijk en heeft vier dochters.
Hij woonde naast de worstelaar Nini Harpal die een goede vriend was van zijn vader. Harpal nam hem vanaf zijn elfde mee naar zijn sportschool. Als beschermeling leerde hij snel alle technieken uit de sport. In zijn worstelcarrière bleef hij ongeslagen en was hij onder meer zeven keer nationaal kampioen lichtgewicht.
Eind jaren 1980, begin jaren 1990 werd hij eigenaar van een veerboot. In 1993 richtte hij de Belangenorganisatie Veerboothouders Commewijne op om ordening aan te brengen binnen de veerbootbranche. De vereniging vertegenwoordigt 67 boothouders met oeververbindingen vanaf Domburg, Mariënburg, Meerzorg, Montrésor en Nieuw-Amsterdam. Na 25 jaar nam Seshma Bissesar het voorzitterschap in december 2018 van hem over.
Toen Abdoelrahman en Monorath, de twee enige arbiters van Suriname, in 1997 beide uitvielen, kreeg Nathoe toestemming van het ministerie van Onderwijs om de arbiter/scheidsrechter-cursus in Nederland te volgen. Als voorwaarde werd gesteld dat er een overkoepelende organisatie werd opgericht. Vervolgens richtten Nathoe, zijn vader en Rieshi Ramkhelawan op 2 maart 1997 de Surinaamse Worstelfederatie (SWF) op. Aan het eind van het jaar slaagde hij als eerste gediplomeerde worstelaar van Suriname. Met de kennis die Nathoe in Nederland opdeed, introduceerde de SWF de internationaal gangbare regels van het worstelen bij alle worstelscholen in Suriname. Hij vroeg ook het lidmaatschap bij de wereldbond FILA aan (later UWW), waardoor Suriname mee kon doen aan internationale wedstrijden. Ondertussen schoolde hij zich verder en behaalde in 2010 in Nederland het diploma van internationaal arbiter.
Kort na zijn diplomering tot internationaal worstelarbiter vroegen de Commewijnse voetbalverenigingen hem om voorzitter te worden van de Meerzorg Sportbond. Hoewel hij als kind weleens gevoetbald had, twijfelde hij of hij als worstelaar deze rol op zou nemen. Na een paar dagen bedenktijd liet hij zich uiteindelijk overtuigen en trad hij in 2012 aan als voorzitter van de bond. In deze functie werd hij meermaals herkozen. Ondanks de twee gebouwen die er neergezet werden, raakte de bond in die periode uit de rode cijfers.